# Tom Browne (musicien)
Pour les articles homonymes, voir Tom Browne et Browne.
Tom Browne est un trompettiste de jazz-funk américain né le 30 octobre 1954 dans le Queens, à New York. Souvent surnommé « Mr Jamaica Funk », il est surtout connu pour son travail en début de carrière avec le saxophoniste/flûtiste Sonny Fortune et pour son tube en 1980 Funkin' For Jamaica (N.Y), qui sera repris plus tard par des artistes R&B aussi divers que Erykah Badu ou Mariah Carey.

## Biographie
Browne, à l'origine, joue du piano, instrument qu'il apprend à l'âge de 11 ans mais sa collection d'albums de jazz lui donne l'envie de devenir trompettiste. Son premier concert en tant que tel se déroule dans un club du Queens, The Village Door. En 1975, il se produit avec le pianiste Weldon Irvine.
Par la suite, il joue avec des musiciens comme le saxophoniste Sonny Fortune ou le claviériste Lonnie Liston Smith puis le guitariste Earl Klugh le présente aux producteurs de GRP Records, Dave Grusin et Larry Rosen. Grusin et Rosen le signent sur leur label (via Arista Records) et Browne débarque alors sur la scène internationale en 1979 avec un album instrumental de jazz fusion très salué par la critique, Browne Sugar, bien qu'il ne sorte pas au Royaume-Uni. Il connaît son 1er véritable tube l'année suivante avec Funkin' For Jamaica, extrait de son 2e album Love Approach. Ce titre, dont le chant est assuré par Tonni Smith, reste n°1 du classement soul du Billboard pendant 4 semaines et parvient également à se classer dans le top 10 généraliste britannique..
En 1980 et 1981, il enregistre deux albums avec le supergroupe Fuse One (en), composé par John McLaughlin, Eric Gale, Lenny White, Stanley Clarke, Stanley Turrentine, Wynton Marsalis et George Benson.
Poursuivant sa collaboration avec les producteurs Grusin et Rosen, ses albums suivants sont Yours Truly (1981), comprenant les singles Fungi Mama et Bye Gones, et Magic (1981), avant qu'il ne signe directement avec Arista Records. Ensuite, il évolue dans la branche la plus électro du jazz avec Rockin' Radio, extrait de l'album de 1983 du même nom (qui inclut aussi sa dernière production GRP Brighter Tomorrow). En 1984, il enregistre un dernier album chez Arista, Tommy Gun, où Siedah Garrett chante sur le titre phare Secret Fantasy, produit par Maurice Starr (New Edition, Con Funk Shun, New Kids on the Block). Toujours en 1984, il participe à l'album Ice de Fuse One.
Il enregistre également avec le vibraphoniste Roy Ayers sur Goree Island, extrait de l'album In The Dark de ce dernier. Browne signe par la suite chez Malaco Records et enregistre de nombreuses sessions de studio. En 2000, Browne ré-enregistre Funkin' For Jamaica pour la compilation de l'émission de Jazz FM, 101 Eastbound, aux côtés de son ami Bob Baldwin (en). La chanson réutilise les vocaux déjà enregistrés par Tonni Smith sur la version originale.

## Discographie
- Browne Sugar (GRP 1979)
- Love Approach (GRP Records, 1979)
- Yours Truly (GRP 1981)
- Magic (Arista Records, 1981)
- Rockin' Radio (Arista 1983)
- Tommy Gun (Arista 1984)
- No Longer (Malaco Records, 1988)
- Mo' Jamaica Funk (Hip Bop Records 1994)
- Another Shade of Browne (Hip Bop 1996)
- R 'N' Browne (Hip Bop 1999)